# Stadio Zagłębie Lubin
Lo Stadio Zagłębie Lubin, già noto come Dialog Arena, è uno stadio della città polacca di Lubin di proprietà dello stato.
Dall'apertura, il 14 marzo 2009, al gennaio 2012 lo stadio recava il nome Dialog Arena in seguito alla stipula di un accordo di sponsorizzazione con la compagnia telefonica polacca Dialog.